# Вулиця Самокиша (Львів)
Вулиця Самокиша — вулиця у Личаківському районі міста Львів, місцевість Великі Кривчиці. Пролягає від вулиці Тарасівської углиб малоповерхової забудови, наприкінці переходить у путівець, що веде до мікрорайону багатоповерхової забудови вулиці Глинянський Тракт.

## Історія та забудова
Вулиця виникла у складі селища Кривчиці під назвою Шевченка бічна. Після включення селища до складу Львова у 1962 році отримала назву Тарасівська бічна. Сучасна назва — від 1993 року, на честь Миколи Самокиша, українського художника-баталіста.
Забудована одноповерховими садибами різних часів. Зберігся один дерев'яний будинок під № 7.